# Teateråret 1858

## Händelser
- 26 mars – Gunnar Olof Hyltén-Cavallius blir förste direktör för De kungliga teatrarna.[1]

## Födda
- 5 januari - Gustaf af Geijerstam (död 1909), svensk dramatiker och författare.
- 14 januari - Stassa Wahlgren (död 1929), svensk operettsångare och skådespelerska.
- 10 februari - Wilhelm Wiehe (död 1916), norsk-dansk skådespelare.
- 28 februari - Tore Svennberg (död 1941), svensk skådespelare.
- 11 maj - Carl Hauptmann (död 1921), tysk författare.
- 3 oktober - Eleonora Duse (död 1924), italiensk skådespelare.
- 26 oktober
  - Daniel Fallström (död 1937), svensk författare, skådespelare, journalist och teaterkritiker.
  - Mathilde Nielsen (död 1945), dansk skådespelare.
- 23 november - Albert Ranft (död 1938), svensk teaterchef och skådespelare.
- 3 december - Ida Emilia Aalberg (död 1915), finländsk skådespelare.

## Avlidna
- 2 april - Charlotte Lindmark, 38, svensk skådespelare och ballerina.

### Fotnoter
1. ↑  Johannes Svanberg (1917-1918). Kungl. teatrarne under ett halft sekel 1860-1910: personalhistoriska anteckningar. Stockholm: Nordisk familjebok. sid. 35. Libris 287664